# Emilio Grahit y Papell
Emilio Grahit y Papell (1850-1912) fue un jurista, político e historiador español, alcalde de Gerona.

## Biografía
Nacido en Gerona, o en Barcelona, el 27 de agosto de 1850, cursó la carrera de abogado en la Universidad Literaria de Gerona. Siendo estudiante fue uno de los socios fundadores de la sociedad La Jove Catalunya, tomando parte activa en sus trabajos literarios. En 1871 recibió el título de licenciado en Derecho Administrativo y en 1873 en Derecho Civil y Canónico.
Fue juez municipal suplente y fiscal municipal en Gerona, diputado provincial por el distrito de Palamós, vocal de la Junta de primera enseñanza de la provincia de Gerona, vicepresidente de la Asociación literaria de Gerona, delegado por su colegio de abogados para tomar parte en el congreso catalán de jurisconsultos, reunido en Barcelona, y alcalde de Gerona. Fue socio de la Sociedad Económica Gerundense de Amigos del País, correspondiente de las de Lérida, Granada y Puerto Rico, de las reales academias de la Historia y de la de Buenas Letras de Barcelona y vocal de la Junta de primera enseñanza y de la comisión de Monumentos históricos y artísticos.
Colaboró en varios diarios políticos de Gerona y en la revista El Averiguador de Madrid, en La Renaixensa, y en la Revista Histórica Latina de Barcelona. Dirigió y redactó el boletín de la sociedad económica gerundense y publicó en la Revista de Gerona, entre otros trabajos, monografías como «El sitio de Gerona en 1462», «Relación del levantamiento de Gerona en 1808, a favor de la independencia patria» y «Gerona bajo la dominación francesa de 1640 a 1652». Entre sus obras se encuentran títulos como Memoria sobre la vida y obras del escriptor geroní Francesch Exímenes, Memorias y noticias para la historia de la villa de San Feliu de Guixols, Biografía de D. Narciso Blanch é Illa, Catalanes ilustres. El inquisidor Fray Nicolás Eymerich (1878), Catalanes ilustres. El cardenal Margarit (1885), Las murallas de Gerona (1889) y El general D. Blas Fournás y su diario del sitio de Gerona en 1809 (1890), entre otras. Falleció en Gerona en marzo de 1912.